# Лейково (Вармінсько-Мазурське воєводство)
Лейково (пол. Lejkowo, нім. Röblau) — село в Польщі, у гміні Вельбарк Щиценського повіту Вармінсько-Мазурського воєводства.
Населення — 126 осіб (2011).

## Демографія
Демографічна структура станом на 31 березня 2011 року:
|          | Загалом | Допрацездатний вік | Працездатний вік | Постпрацездатний вік |
| -------- | ------- | ------------------ | ---------------- | -------------------- |
| Чоловіки | 66      | 18                 | 42               | 6                    |
| Жінки    | 60      | 17                 | 34               | 9                    |
| Разом    | 126     | 35                 | 76               | 15                   |